# 阿列克谢·拉里奥诺夫
阿列克谢·尼古拉耶维奇·拉里奥诺夫（俄语：Алексе́й Никола́евич Ларио́нов，1907年8月6日（19日）—1960年9月22日）苏联共产党梁赞州州委第一书记，任内制造了虚假的梁赞奇迹。后事情败露，按官方说法，1960年死于心脏病，有传闻说死于自杀。